# Municipio de Washington (condado de Brown, Indiana)
El municipio de Washington (en inglés: Washington Township) es un municipio ubicado en el condado de Brown en el estado estadounidense de Indiana. En el año 2010 tenía una población de 4896 habitantes y una densidad poblacional de 18,53 personas por km².

## Geografía
Según la Oficina del Censo de los Estados Unidos, tiene una superficie total de 264.17 km², de la cual 257.5 km² corresponden a tierra firme y (2.53%) 6.67 km² es agua.

## Demografía
Según el censo de 2010, había 4896 personas residiendo en el municipio de Washington. La densidad de población era de 18,53 hab./km². De los 4896 habitantes, estaba compuesto por el 97.2% blancos, el 0.49% eran afroamericanos, el 0.43% eran amerindios, el 0.29% eran asiáticos, el 0.02% eran isleños del Pacífico, el 0.45% eran de otras razas y el 1.12% pertenecían a dos o más razas. Del total de la población el 1.1% eran hispanos o latinos de cualquier raza.